# Mount Amukta

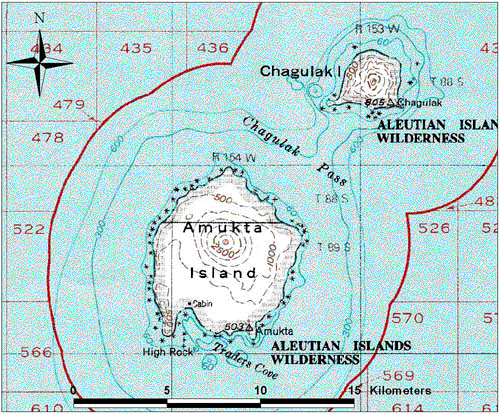
Een kaart van de eilanden Amukta en Chugulak.

Mount Amukta is een vulkaan die het grootste deel van het onbewoonde eiland Amukta vormt in de Aleoeten eilandengroep (Alaska, VS). Amukta is een klein maar relatief hoog eiland gelegen tussen de Fox en Andreanof eilandengroep.

## Geologie
Aan de top van de actieve stratovulkaan Amukta ligt een 400 meter brede krater. De basis van de symmetrische kegelvormige berg heeft een doorsnede van ongeveer 5,8Commonscatkilometer, terwijl het eiland zelf 7,7 kilometer in doorsnede is. Uit onderzoek is gebleken dat de berg zelf op een oost-westelijke heuvelrug van meer dan 300 meter hoog ligt. Deze gebogen structuur is deel van een oudere caldera die 6 kilometer in doorsnede is, aan de zuidzijde in de zee ligt en behoort tot een oude schildvulkaan. Voor zover bekend is er op het eiland geen sprake van fumarolen of warmwaterbronnen. De vulkaan produceert vooral basalt.
Bronnen waaruit historische erupties van Amukta kunnen worden afgeleid zijn schaars. Men weet dat de vulkaan actief was in de periode van 1786 tot 1791, evenals in het jaar 1876. Daarvoor werd er waarschijnlijk ook activiteit waargenomen in 1770. Op 13 februari 1963 barstte de Amukta uit, waarbij as en lava naar buiten werden gestuwd. Laaghangende wolken onttrokken de berg aan het zicht, maar de lava was waarschijnlijk afkomstig van de westkant. Het vloeide vervolgens in zuidwestelijke richting naar Traders Cove. Eind augustus 1987 zag de piloot van een passerend vliegtuig een 10,5 kilometer hoge eruptiekolom opstijgen uit de wolken waaronder Amukta zich bevond. Enkele dagen later (op 4 september) zag een andere piloot een kleine donkere pluim as oprijzen uit de top van de vulkaan. Uit andere waarnemingen valt op te maken dat de pluim minstens drie weken zichtbaar was boven Amukta. Begin juli 1996 werd weer een hoge pluim van as en rook waargenomen, ditmaal vanaf een passerend schip. De hoogte hiervan werd geschat op 1 kilometer. Volgens sommige wetenschappers was de pluim echter afkomstig van Mount Cleveland, een nabijgelegen vulkaan die in dezelfde periode activiteit vertoonde. De wind zou de pluim richting Amukta hebben geblazen. De meest recente activiteit werd waargenomen op 2 maart 1997.